# Ursula Sladek

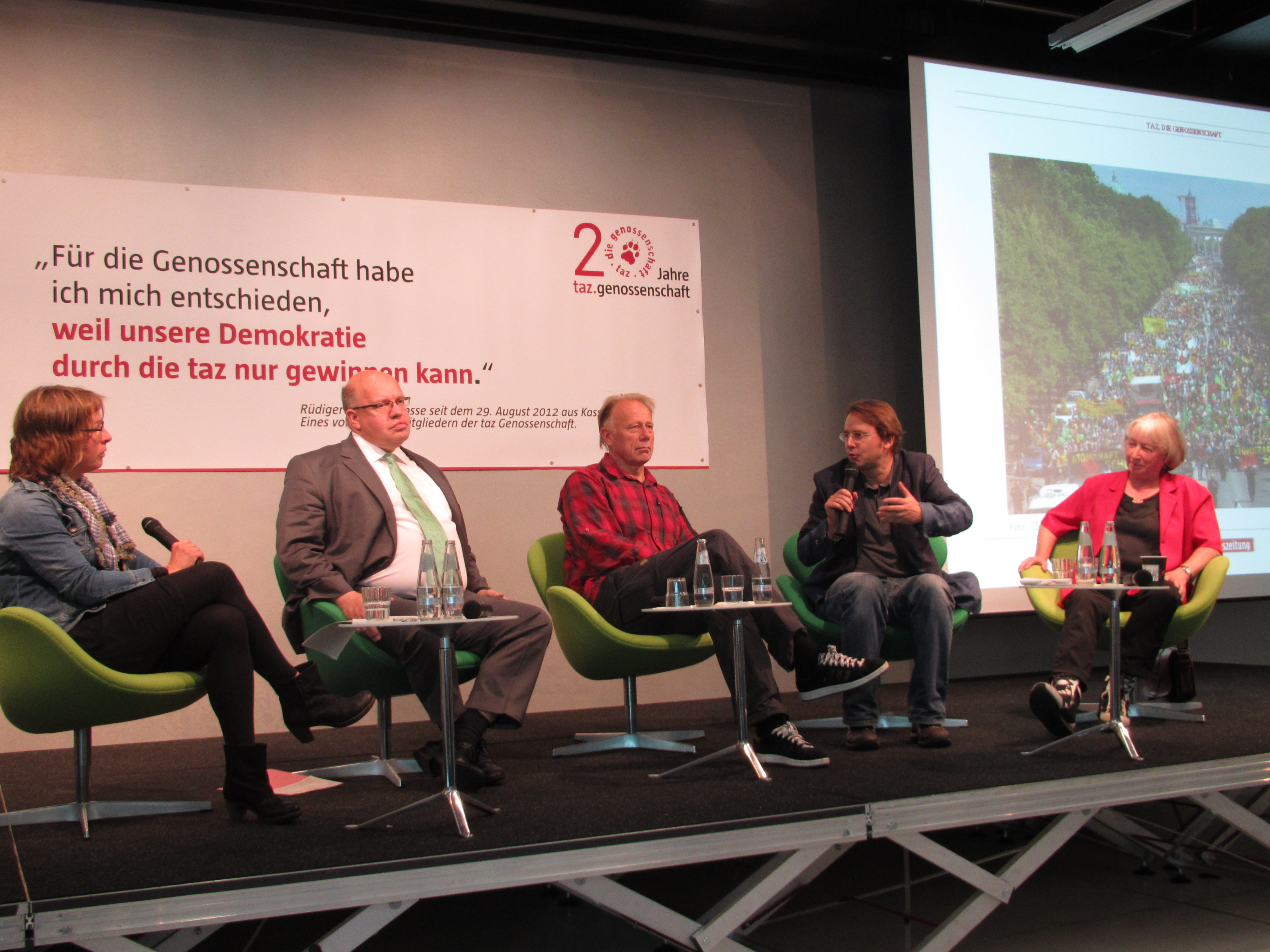
Ursula Sladek (2012, ganz rechts)

Ursula Margarete Sladek (* 1946 in Mühlheim am Main) ist eine deutsche Unternehmerin im Bereich Ökostrom.

## Leben
Ursula Sladek studierte für das Grund- und Hauptschullehramt, übte diesen Beruf aber nie aus. Verheiratet war sie 1969–2024 mit dem Arzt und „Stromrebellen“ Michael Sladek. Sie hatte ihn in der 11. Klasse am Gymnasium in Backnang kennengelernt und zog mit ihm nach Schönau im Schwarzwald. Das Paar hat fünf gemeinsame Kinder.
Sie war 1986, nach der Nuklearkatastrophe von Tschernobyl, Mitgründerin und danach zehn Jahre Vorsitzende der „Bürgerinitiative Eltern für eine atomfreie Zukunft“ in Schönau im Schwarzwald, aus der eine letztlich erfolgreiche Initiative zur Übernahme des lokalen Stromnetzes vom bisherigen Netzbetreiber entstand. Seit 1997 leitete sie den daraus hervorgegangenen Ökostromanbieter Elektrizitätswerke Schönau (EWS). Zum Jahresende 2014 zog sich Ursula Sladek aus dem operativen Geschäft zurück und übergab die Geschäftsführung an ihre Söhne.

## Auszeichnungen (Auswahl)
- 1998: Markgräfler Gutedelpreis, gemeinsam mit ihrem Mann
- 1999: Nuclear-Free Future Award,  gemeinsam mit ihrem Mann
- 2003: Europäischer Solarpreis (Sonderpreis),  gemeinsam mit ihrem Mann[2]
- 2004: Bundesverdienstkreuz am Bande, gemeinsam mit ihrem Mann
- 2007: Deutscher Gründerpreis (Sonderpreis), gemeinsam mit ihrem Mann, für die gelungene Verknüpfung von ökonomischem Erfolg mit ökologischer sowie sozialer Verantwortung
- 2008: Ashoka Social Entrepreneur
- 2011: Goldman Environmental Prize und anschließender Empfang durch den Präsident der Vereinigten Staaten Barack Obama[3]
- 2012: Verdienstorden des Landes Baden-Württemberg, gemeinsam mit ihrem Mann
- 2013: Umweltpreis der Bundesstiftung Umwelt (mit Carmen Hock-Heyl)[4]
- 2017: Bürgermedaille der Stadt Schönau im Schwarzwald